# Episodi de La que se avecina (sesta stagione)
La sesta stagione della serie televisiva La que se avecina è stata trasmessa in anteprima in Spagna da Telecinco tra il 1º ottobre 2012 e il 28 gennaio 2013.
| nº | Titolo originale                                                          | Titolo italiano | Prima TV Spagna  | Prima TV Italia |
| -- | ------------------------------------------------------------------------- | --------------- | ---------------- | --------------- |
| 1  | Una maruja, un entrecejo y un pionero del aire                            |                 | 1º ottobre 2012  |                 |
| 2  | Una presidenta de paja, un Rambo español y un hombre que no ha hecho nada |                 | 8 ottobre 2012   |                 |
| 3  | Una arqueta, un mercadillo y una ejecución hipotecaria                    |                 | 15 ottobre 2012  |                 |
| 4  | Un cromo de Iniesta, unos payasos justicieros y un velatorio en el bajo B |                 | 22 ottobre 2012  |                 |
| 5  | Un boxeador campeón, unos genes prodigiosos y un mini-papuchi panocho     |                 | 29 ottobre 2012  |                 |
| 6  | Un sablazo, un ultimátum y unos autos locos                               |                 | 5 novembre 2012  |                 |
| 7  | Un tiburón, un desahucio, y las gambas del apocalipsis                    |                 | 12 novembre 2012 |                 |
| 8  | Un phoskito, un detective león y una quisquilla a babor                   |                 | 19 novembre 2012 |                 |
| 9  | Un chino, un ruso y un homosexual en el trastero                          |                 | 26 novembre 2012 |                 |
| 10 | Una subasta, una crema para viejas y un bombón de licor                   |                 | 3 dicembre 2012  |                 |
| 11 | Un onanista, un niño robado y una antorcha humana                         |                 | 14 gennaio 2013  |                 |
| 12 | Una eco-finca, un obús y una inseminación satánica                        |                 | 21 gennaio 2013  |                 |
| 13 | Un lanzamiento, un resbalón y la abuela del vampiricántropo               |                 | 28 gennaio 2013  |                 |